# Robert Michael Ryan
Robert Michael Ryan (Montebello, Califórnia, 20 de Fevereiro de 1978) é um ator estadunidense, mais conhecido por seu trabalho na série de televisão Hang Time como Earl Hatfield e no filme Vampire Night como Vezrech.

## Filmografia

### Televisão
- 2005 How I Met Your Mother como Marvin Eriksen Jr.
- 1999 Mad About You como Ed Wagner
- 1999 Pacific Blue como Rookie
- 1997 Night Man como Douglas
- 1997 The Tony Danza Show como Adam
- 1996 Hang Time como Earl Hatfield

### Cinema
- 2009 Necrosis como Michael
- 2009 Get the Girl como Freddy
- 2001 Chain of Souls como Brian
- 2000 Vampire Night como Vezrech
- 1998 Haunted como Oficial Bob
- 1998 Amazon Warrior como Quinn
- 1994 Dust to Dust como Jimmy